# ヴィクトル・ヴィシニウス・コエリョ・ドス・サントス
ヴィチーニョ（Vitinho）ことヴィクトル・ヴィニシウス・コエリョ・ドス・サントス（Victor Vinícius Coelho dos Santos、1993年10月9日 - ）は、ブラジル・リオデジャネイロ州、リオデジャネイロ州リオデジャネイロ出身のサッカー選手。サウジ・プロフェッショナルリーグ・アル・イテファク所属。ポジションはFW、攻撃的MF。

## 来歴
2013年9月2日、ロシアサッカー・プレミアリーグのPFC CSKAモスクワに5年契約で移籍することが発表された。

## タイトル
ボタフォゴFR
- カンピオナート・カリオカ (1) : 2013年

PFC CSKAモスクワ
- ロシアサッカー・プレミアリーグ(1) : 2013-14
- ロシア・スーパーカップ(2) : 2014, 2018

SCインテルナシオナル
- カンピオナート・ガウショ(2) : 2015, 2016

CRフラメンゴ
- コパ・リベルタドーレス(1) : 2019
- レコパ・スダメリカーナ(1) : 2020
- カンピオナート・ブラジレイロ・セリエA(2) : 2019, 2020
- スーペルコパ・ド・ブラジル(2) : 2020, 2021
- カンピオナート・カリオカ(3) : 2019, 2020, 2021